# Honshu
Insula Honshu (本州 Honshū?) este cea mai mare insulă a Japoniei. Aici trăiesc 80% din locuitorii țării, și de aici provine cea mai mare parte a producției industriale japoneze. Honshū se împarte în trei mari zone economice: Keihin cu Tokio, Yokohama și Kawasaki, Hanshin cu Kōbe și Ōsaka, precum și Chūkyō cu Nagoya. Locuitorii insulei trăiesc mai ales în mediul urban (85%). Vulcanul stins Fuji, cel mai înalt vârf din țară și totodată unule dintre simbolurile Japoniei, se găsește în centrul Insulei Honshū, la vest de Tokio. Aproximativ 80% din suprafața insulei este ocupată de munți și podișuri.

## Vezi și
- Hokkaido
- Kyushu
- Shikoku